# Niveaspis insularis
Niveaspis insularis är en insektsart som beskrevs av Ernest Lepage 1939. Niveaspis insularis ingår i släktet Niveaspis och familjen pansarsköldlöss. Inga underarter finns listade i Catalogue of Life.